# Carlo Levi

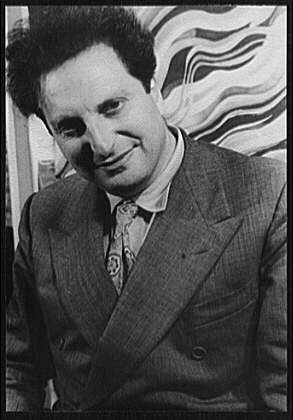
Carlo Levi (1947)

Graziadio Carlo Levi oder Carlo Lèvi (geboren 29. November 1902 in Turin; gestorben 4. Januar 1975 in Rom) war ein italienischer Schriftsteller, Maler, Arzt und Politiker.

## Leben

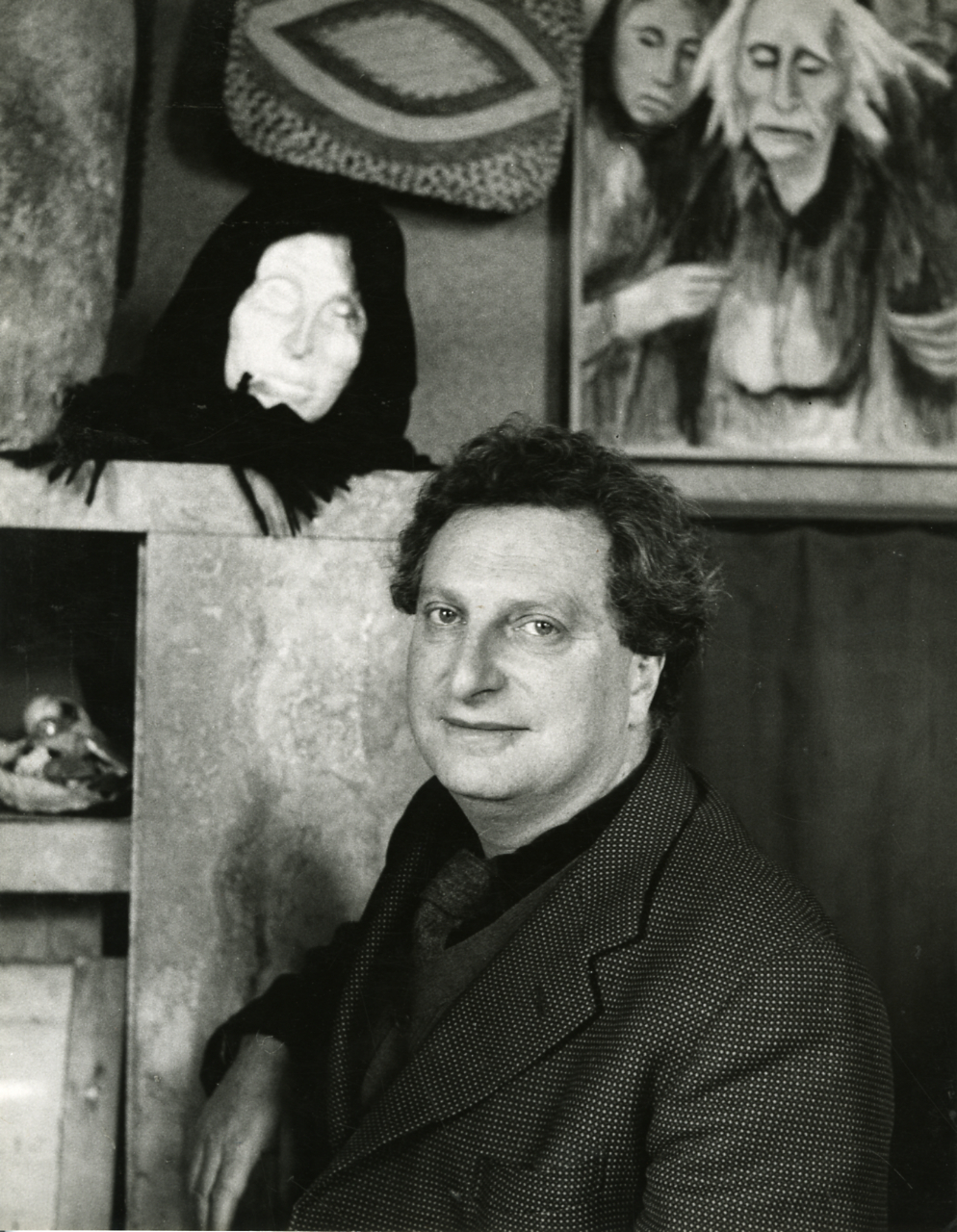
Carlo Levi im Jahr 1955. Foto von Paolo Monti (Fondo Paolo Monti, BEIC)

Carlo Levi stammte aus einer großbürgerlichen assimilierten jüdischen Familie; seine Eltern waren Ercole Levi und Annetta Treves. 1917 oder 1918 schrieb er sich zum Medizinstudium an der Universität Turin ein, das er 1924 abschloss. Er arbeitete zwar von 1924 bis 1928 als Assistenzarzt an einer Turiner Klinik, praktizierte aber nie als regulärer Arzt, da er sich mehr für Politik und Malerei, der er sich ab 1923 intensiv widmete, interessierte. So wurde er Mitglied der von Piero Gobetti geleiteten Gruppe Rivoluzione liberale („Liberale Revolution“), verbrachte einige Zeit in Paris und nahm 1929 an der Ausstellung Sei pittori di Torino („Sechs Turiner Maler“) teil.
Weil er zusammen mit Carlo und Nello Roselli 1929 die antifaschistische Gruppe Giustizia e Libertà („Gerechtigkeit und Freiheit“) gegründet hatte und sie zusammen mit Leone Ginzburg leitete, wurde Levi von der faschistischen Regierung im Frühjahr 1934 für zwei Monate in Rom inhaftiert und im Mai 1935 in die süditalienische Region Lucania (Lukanien, heute Basilicata) verbannt. Dort verbrachte er, nach einiger Zeit im Städtchen Grassano, die Zeit von September 1935 bis Mai 1936 in dem Dorf Aliano, wo er wegen des Elends der Einwohner unentgeltlich und mit geringen Mitteln als Arzt praktizierte, bis die Provinzverwaltung ihm auch dies untersagte und Behandlungen nur noch heimlich möglich waren. Nebenbei malte er Menschen und Landschaft und erkundete die Bräuche der Einwohner, besonders Magie und Aberglauben.
Nachdem er 1936 vorzeitig durch eine Generalamnestie freikam, die der faschistische Staat zur Feier der Annexion Abessiniens im Abessinienkrieg ausgerufen hatte, ging Levi ins Exil und übernahm von Paris aus die Leitung der Gruppe Giustizia e Libertà. 1941 kehrte er nach Italien zurück, wurde in Florenz festgenommen und eingekerkert. Nach dem Sturz Mussolinis wurde er freigelassen, suchte Zuflucht im Palazzo Pitti und schrieb dort 1943/1944 sein Buch Cristo si è fermato a Eboli  (erschienen 1945, s. u.), in dem er seine Erinnerungen an die Zeit in Aliano festhielt, wobei er für Aliano den leicht verschlüsselten Namen Gagliano wählte.
Nach dem Ende des Zweiten Weltkrieges zog Levi nach Rom, wohnte und lebte seitdem in der Villa Strohl-Fern und arbeitete einige Zeit als Herausgeber der Zeitschrift Italia libera, die zum Partito d’Azione („Partei der Aktion“) gehörte. Er malte weiter (seine Bilder wurden in verschiedenen Ländern Europas und in den USA ausgestellt) und schrieb weitere Bücher (siehe unten). 1963 wurde er als Unabhängiger auf der Liste der Kommunistischen Partei in den Senat gewählt, dessen Mitglied er bis 1972 blieb.
Carlo Levi starb 1975 in einem römischen Krankenhaus an Lungenentzündung. Gemäß seinem ausdrücklichen testamentarischen Wunsch wurde er auf dem Friedhof von Aliano bestattet, der während seiner Verbannung dort einer seiner liebsten Aufenthaltsorte war.

## Werk

### „Christus kam nur bis Eboli“
Weltberühmt wurde Levi durch sein in 37 Sprachen übersetztes Buch Cristo si è fermato a Eboli („Christus kam nur bis Eboli“, 1945), das Francesco Rosi 1979 mit Gian Maria Volonté in der Hauptrolle verfilmte. Obwohl es wegen seiner literarischen Form oft als Roman bezeichnet wird, handelt es sich um seine zwischen Dezember 1943 und Juli 1944 niedergeschriebenen Erinnerungen an die Verbannung nach Aliano (1935/1936), das Levi aus Diskretionsgründen in „Gagliano“ umtaufte, so wie er auch durch bewusste Fehlangaben der Himmelsrichtungen von der genauen Lage des Dorfes ablenkte. Trotzdem wurde die Identität des Ortes ebenso schnell enttarnt, wie das Buch berühmt wurde.
Der Titel des Werkes spielt auf eine Redensart der Einwohner Alianos an, die laut Levis Einleitung den abgelegenen Zustand dieses Teils von Lukanien beschreiben soll, für das sich weder die Zentralregierung in Rom noch überhaupt die moderne Welt je interessiert habe. Auch bestanden dort unzureichende hygienische Verhältnisse sowie ein Mangel an medizinischer Versorgung verbunden mit volksmedizinischen und magischen Vorstellungen. Levi legt die Wendung darüber hinaus wörtlich und symbolisch aus und schildert Aliano als einen Ort, in dem die Einwohner ohne Bewusstsein von Politik, Geschichte, Ursache und Wirkung in einer zeitenthobenen Resignation leben; nicht einmal das Christentum stelle hier mehr dar als einen Aberglauben unter vielen anderen.
Dementsprechend beschreibt Levi in zurückhaltender, essayistischer Form das Leben in Aliano, vom Elend der Bauern bis zur lächerlichen Gestalt des faschistischen Bürgermeisters. Seine besondere Stärke sind dabei einprägsame Porträts und Landschaftsbilder, genau wie bei Levis Malerei (s. u.). Daneben wurden noch andere Abschnitte berühmt, besonders die Schilderung der katastrophalen Lebensbedingungen der Einwohner in der Provinzhauptstadt Matera.
Während die Einwohner Alianos und seiner Region anfangs von Levis offener Beschreibung ihres Elends nicht begeistert gewesen sein sollen, ist das Buch heute in Aliano Schullektüre. Der Ort ist seit den neunziger Jahren zum Parco Letterario Carlo Levi („Literaturpark Carlo Levi“) ausgerufen worden.

### Weitere Bücher
Deutlich weniger Erfolg hatten Levis weitere Bücher, die daher auch zumeist nicht in deutscher Übersetzung vorliegen.
Weitere Reisebücher sind Le parole sono pietre („Die Wörter sind Steine“, 1955), in dem Levi von drei Reisen durch Sizilien berichtet, Il futuro ha un cuore antico („Die Zukunft hat ein altes Herz“, 1956) über eine Reise durch die Sowjetunion und La doppia notte dei tigli (1959) mit der kritischen Bilanz einer Reise durch Deutschland. In Un volto che ci somiglia (1960) beschreibt Levi Italien. 1965 erschien sein sehr persönlich gehaltenes Porträt Sardiniens auf Basis zweier Reisen in der deutschen Übersetzung Aller Honig geht zu Ende.
Carlo Levis bedeutendste Werke sind ferner Paura della libertà (1946, „Angst vor der Freiheit“) und der Roman L’orologio, 1950 (deutsch „Die Uhr“, 2005) über die italienische Parteipolitik unmittelbar nach Kriegsende, der von Linken wie Rechten ablehnend aufgenommen wurde. Von großer Bedeutung sind auch das in der Blindheit geschriebene Buch Quaderno a cancelli (1979) sowie die Zeichnungen der Blindheit: Carlo Levi inedito: con 40 disegni della cecità, hrsg. von Donato Sperduto (Spes, Milazzo 2002).

### Malerei
Carlo Levi setzte sich bewusst gegen die abstrakte Kunst ab; er suchte eine neue Art von Realismus, die „wahr“ sein sollte, d. h. weder l’art pour l’art noch rein deskriptiv. Während seiner Verbannung nach Süditalien entdeckte Levi (analog zu seinem Durchbruch im Schriftstellerischen) auch in der Malerei seinen eigenen Stil als Verwirklichung dieses Ideals: In Aliano begann er, vorwiegend Porträts der Bauern sowie „ungeschönte“ Landschaftsbilder zu malen, die fortan sein Werk beherrschten. Obwohl Levi kaum zu den erstrangigen Künstlern des 20. Jahrhunderts gezählt werden kann, hat sich sein besonderer Realismus eine unbestreitbare Originalität erobert: Er ist ebenso eigenwillig, wie es Carlo Levi als Mensch gewesen sein soll und wie sein literarisches Werk es ist. Von Bedeutung sind auch seine Bilder und Zeichnungen der Blindheit (1973).

## Bücher von Carlo Levi auf Deutsch
- Christus kam nur bis Eboli. Übers. von Helly Hohenemser-Steglich. dtv, München 2003. ISBN 3-423-13039-3.
- Die doppelte Nacht. Eine Deutschlandreise im Jahr 1958. Übers. von Martin Hallmannsecker, Verlag C.H.Beck, München 2024. ISBN 978-3-406-82369-5.
- Die Uhr. Übers. von Verena von Koskull, Aufbau Verlag 2005. ISBN 3-351-03045-2.
- Ich kam mit wenig Angst. Reisebilder aus Deutschland. Übers. von Elisabeth Schweiger. Zambon Verlag, Frankfurt am Main 1984. ISBN 3-88975-009-5.
- Aller Honig geht zu Ende. Übers. von Helly Hohenemser. Verlag DuMont, Köln 1965.
- Worte sind Steine. Drei Reisen nach Sizilien, Übers. von Caesar Rymarowicz, Deutscher Taschenbuch Verlag, München 1983, ISBN 3-423-10112-1.